# Aetomylaeus vespertilio
Aetomylaeus vespertilio е вид хрущялна риба от семейство Орлови скатове (Myliobatidae). Видът е застрашен от изчезване.

## Разпространение
Разпространен е в Австралия (Западна Австралия, Куинсланд и Северна територия), Индия, Индонезия (Калимантан и Ява), Китай, Малайзия, Малдиви, Мозамбик, Провинции в КНР, Тайван и Тайланд.

## Описание
Популацията на вида е намаляваща.